# Claudio Ambu
Claudio Ambu (Milano, 2 agosto 1958) è un ex calciatore italiano, di ruolo attaccante.

## Carriera
Ambu iniziò a dare i primi calci al pallone nella Macallesi, una squadra di quartiere di Milano. L'Inter lo acquistò assieme ad altri due suoi compagni facendolo debuttare in prima squadra il 2 gennaio 1977 contro la Roma, la sua unica presenza in quella stagione. Avanti a lui c'era Carlo Muraro e le possibilità di giocare erano poche, così la società nerazzurra preferì cederlo in Serie B all'Ascoli per fargli fare esperienza. Nella città marchigiana, nel campionato 1977-1978 segnò 17 gol in 29 partite, vincendo il torneo.

Ambu in azione al Monza nel 1984, contrastato dal perugino Morbiducci.

Tornato in Serie A, contribuì alla salvezza dell'Ascoli (in cui rimase nell'ambito dell'operazione che portò Giancarlo Pasinato all'Inter) convincendo l'Inter a riprenderlo. Con la squadra nerazzurra conquistò lo scudetto 1979-1980 e raggiunse l'anno successivo la semifinale di Coppa dei Campioni, ma per lui di spazio ce n'era poco, sempre chiuso da Muraro. A fine campionato l'Inter decise di cedere entrambi, ma se per Muraro si trattò di un allontanamento temporaneo prima di tornare a Milano nel 1983-1984, per Ambu questo significò l'addio alla maglia nerazzurra e il proseguimento della carriera in provincia.
Dopo una stagione al Perugia e una alla Lazio con la promozione in Serie A, passa al Monza con cui disputa tre campionati per proseguire nel Genoa e chiudere nel Frosinone.
Con la maglia dei canarini ciociari disputa tre stagioni, di cui la prima in Serie C1, campionato 1988-1989, nella quale colleziona 28 presenze e mette a segno 5 reti (contro il Casarano su rigore, il Monopoli, la Torres, il Catania ed il Rimini). Quel torneo si concluse con la retrocessione del Frosinone in Serie C2. Nel campionato successivo, stagione 1989-1990, Ambu gioca ulteriori 28 gare, mettendo a segno 7 reti. È il capocannoniere della squadra, che arriva terza in classifica dietro Battipagliese e Nola, fallendo così il ritorno in Serie C1.
Al termine della stagione, il 26 luglio 1990, il Frosinone venne radiato dalla FIGC e ripartì dal campionato Interregionale, girone I. Ambu diventa il capitano della formazione canarina per la stagione 1990-1991, scendendo in campo in 15 occasioni, senza segnare una marcatura. La sua ultima apparizione con la maglia del Frosinone è datata 13 gennaio 1991, nel derby contro il Sora finito 0-0.
In carriera ha totalizzato complessivamente 54 presenze e 7 reti in Serie A e 216 presenze e 48 reti in Serie B.

## Palmarès

### Club
- Campionato italiano di Serie B: 1

Ascoli: 1977-1978
- Campionato italiano: 1

Inter: 1979-1980